# Lucia Pasquale
Lucia Pasquale (* 4. Januar 1995 in Bisceglie) ist eine italienische Sprinterin, die besonders mit der 4-mal-400-Meter-Staffel erfolgreich ist.

## Karriere
2013 debütierte sie bei international bei den Junioreneuropameisterschaften in Rieti. Während sie über 400 Meter im Vorlauf ausschied, belegte sie mit der 4-mal-400-Meter-Staffel im Finale den fünften Platz, wobei sie nur Teil der Staffel in der Qualifikationsrunde war. 2014 nahm sie an den Leichtathletik-Juniorenweltmeisterschaften 2014 in Eugene teil, wo sie mit der Staffel in der Vorrunde ausschied. 2015 nahm sie an den U23-Europameisterschaften in Tallinn teil und schied dort über 400 Meter in der Vorrunde aus. 2017 nahm sie an den Leichtathletik-Halleneuropameisterschaften teil und verpasste mit der italienischen Staffel nur knapp eine Medaille.

## Bestleistungen
- 400-Meter: 54,02 s, am 24. Juni 2016 in Rieti
  - Halle: 53,24 s, am 4. Februar 2017 in Modena